# Erstroff
Erstroff település Franciaországban, Moselle megyében. Lakosainak száma 189 fő (2022. január 1.). Erstroff Francaltroff, Freybouse és Grostenquin községekkel határos.

## Népesség
A település népességének változása:
| Lakosok száma | 211  | 208  | 206  | 187  | 208  | 199  | 194  | 193  | 192  | 189  |
|               | 1968 | 1982 | 1990 | 2006 | 2013 | 2015 | 2017 | 2019 | 2020 | 2022 |